# Quận Transylvania, North Carolina
Quận Transylvania là một quận nằm ở tiểu bang Bắc Carolina.  Tại thời điểm năm 2000, quận có dân số 29.334 người. Quận lỵ đóng ở Brevard6.

## Địa lý
Theo Cục điều tra dân số Hoa Kỳ, quận có tổng diện tích 381 square miles (986 km²), trong đó, 378 dặm Anh vuông (980 km²) là diện tích đất và 2 dặm Anh vuông (6 km²) trong tổng diện tích (0,57%) là diện tích mặt nước.

### Các thị trấn
Quận được chia thành 9 xã: Brevard, Catheys Creek, Dunns Rock, Cedar Mountain, Lake Toxaway, Balsam Grove, Pisgah Forest, Rosman, và Little River.

### Các quận giáp ranh
- Quận Henderson, Bắc Carolina - Đông
- Quận Greenville, Nam Carolina - Đông nam
- Quận Pickens, Nam Carolina - Nam
- Quận Oconee, Nam Carolina - Tây nam
- Quận Jackson, Bắc Carolina - Tây
- Quận Haywood, Bắc Carolina - Tây bắc

### Khu bảo tồn quốc gia
- Blue Ridge Parkway (một phần)
- Nantahala National Forest (một phần)
- Pisgah National Forest (một phần)

## Thông tin nhân khẩu
Theo cuộc điều tra dân số2 tiến hành năm 2000, quận này có dân số 29.334 người, 12,320 hộ, và 8.660 gia đình sinh sống trong quận này. Mật độ dân số là 78 người trên mỗi dặm Anh vuông (30/km²). Đã có 15.553 đơn vị nhà ở với một mật độ bình quân là 41 trên mỗi dặm Anh vuông (16/km²).  Cơ cấu chủng tộc của dân cư sinh sống tại quận này gồm 93,67% người da trắng, 4,21% người da đen hoặc người Mỹ gốc Phi, 0,28% người thổ dân châu Mỹ, 0,38% người gốc châu Á, 0,02% người các đảo Thái Bình Dương, 0,31% từ các chủng tộc khác, và 1,12% từ hai hay nhiều chủng tộc.  1,02% dân số là người Hispanic hoặc người Latin thuộc bất cứ chủng tộc nào.
Có 12,320 hộ trong đó có 25,10% có con cái dưới tuổi 18 sống chung với họ, 58,60% là những cặp kết hôn sinh sống với nhau, 8,70% có một chủ hộ là nữ không có chồng sống cùng, và 29,70% là không gia đình. 26,10% trong tất cả các hộ gồm các cá nhân và 12,40% có người sinh sống một mình và có độ tuổi 65 tuổi hay già hơn.  Quy mô trung bình của hộ là 2,30 còn quy mô trung bình của gia đình là 2,74,
Phân bố độ tuổi của cư dân sinh sống trong huyện là 20,40% dưới độ tuổi 18, 8,20% từ 18 đến 24, 23,10% từ 25 đến 44, 26,90% từ 45 đến 64, và 21,40% người có độ tuổi 65 tuổi hay già hơn.  Độ tuổi trung bình là 44 tuổi. Cứ mỗi 100 nữ giới thì có 92,70 nam giới. Cứ mỗi 100 nữ giới có độ tuổi 18 và lớn hơn thì, có 89,50 nam giới.
Thu nhập bình quân của một hộ ở quận này là $38.587, và thu nhập bình quân của một gia đình ở quận này là $45.579, Nam giới có thu nhập bình quân $31.743 so với mức thu nhập $21.191 đối với nữ giới. Thu nhập bình quân đầu người của quận là $20.767, Khoảng 6,60% gia đình và 9,50% dân số sống dưới ngưỡng nghèo, bao gồm 11,80% những người có độ tuổi 18 và 7,00% là những người 65 tuổi hoặc già hơn.

## Thành phố và thị trấn
- Balsam Grove
- Brevard
- Pisgah Forest
- Rosman